# 天憲
天憲（てんけん）はベトナム後黎朝で昭宗に対抗する鄭綏らに擁立された黎槱が使用した元号。1519年?。

## 西暦・干支・他元号との対照表
| 天憲 | 元年    |
| 西暦 | 1519年  |
| 干支 | 己卯    |
| 黎朝 | 光紹4年 |